# ساوث ميامي (فلوريدا)
ساوث ميامي (بالإنجليزية: South Miami)‏ هي مدينة أمريكية تقع في ولاية فلوريدا. تبلغ مساحة هذه المدينة 6 (كم²)،ويبلغ عدد سكانها 10769 نسمة حسب إحصاء سنة 2010 م 10769.تشير إحصاءات سنة 2000م بأن الكثافة السكانية في هذه المدينة تقدر بـ(1811) نسمة/كم2 